# Juraci Moreira
Juraci Moreira Júnior (Curitiba, 2 de maio de 1979) é um triatleta brasileiro que construiu uma carreira marcada por conquistas expressivas e por sua contribuição ao desenvolvimento do triathlon no Brasil. Além de atleta de alta performance, Juraci é fundador da Escolinha de Triathlon Formando Campeões, um projeto que visa transformar a vida de crianças e jovens através do esporte.
O paranaense é considerado um dos maiores representantes do triathlon no Brasil. Representou o país em três Olimpíadas: Sydney 2000, Atenas 2004 e Pequim 2008.

## Carreira
Em 1996, Juraci Moreira ficou encantado ao assistir pela televisão o nadador Gustavo Borges recebendo uma medalha olímpica. Mal sabia o curitibano que, quatro anos depois, ele estaria entre os atletas que defenderiam o Brasil nos Jogos Olímpicos de Sydney. Aos 21 anos, Moreira era o triatleta mais jovem que competia na olimpíada. O 22º lugar foi considerado um resultado satisfatório, tendo em vista sua carreira precoce.
Começou sua carreira de triatleta aos 15 anos, quando resolveu disputar uma prova de aquathlon e obteve a segunda colocação. Antes disso, o paranaense praticava somente natação. Em 1998, quando tinha 19 anos, tornou-se o primeiro atleta júnior a vencer um Campeonato Brasileiro Adulto, competição que voltaria a vencer mais quatro vezes.
Em 2002 conquistou o terceiro lugar na Copa do Mundo no Japão, além de ter sido campeão do Pré-Olímpico na Guatemala. No ano seguinte, uma série de lesões comprometerem seus resultados. Além disso, acabou perdendo a vaga para o Pan-Americano de Santo Domingo em 2003 - os pneus da sua bicicleta furaram na disputa da seletiva. Naquele mesmo ano, no entanto, Moreira voltou à sua forma e carimbou o passaporte para os Jogos Olímpicos de Verão de 2004 em Atenas.
Foi medalha de bronze nos Jogos Pan-Americanos do Rio, em 2007.

## Escolinha de Triathlon Formando Campeões
Em 2015, Juraci Moreira fundou a Escolinha de Triathlon Formando Campeões com o objetivo de oferecer a crianças e jovens a oportunidade de praticar triathlon e desenvolver valores fundamentais como disciplina, superação e trabalho em equipe. O projeto, que começou em Curitiba, no Colégio da Polícia Militar, expandiu-se rapidamente e hoje conta com 34 núcleos espalhados de norte a sul do Brasil.
A escolinha se destaca por atender principalmente alunos de escolas públicas, promovendo a inclusão social e incentivando um estilo de vida saudável. Além do treinamento esportivo, os alunos recebem apoio educacional e social, tornando o projeto uma referência em formação integral.

### Legado e inspiração
Juraci Moreira não apenas inspirou uma geração de triatletas, mas também consolidou seu legado como mentor e agente transformador. Sua dedicação à Escolinha de Triathlon Formando Campeões demonstra seu compromisso em retribuir ao esporte tudo o que conquistou ao longo de sua carreira.
Por meio do projeto, como gestor e padrinho, Juraci impacta diretamente a vida de quase 1.940 crianças e jovens, mostrando que o esporte é uma ferramenta poderosa para promover educação, saúde e inclusão social. Além disso, Juraci continua sendo uma voz ativa no cenário esportivo brasileiro, compartilhando suas experiências e incentivando o crescimento do triathlon no país.

### Reconhecimento
Juraci é reconhecido como um dos principais embaixadores da modalidade no Brasil. Sua história de superação, aliada à sua visão de futuro para o esporte, faz dele uma figura icônica tanto dentro quanto fora das competições.

Com a Escolinha de Triathlon Formando Campeões, o triatleta reafirma seu papel como um líder que inspira e transforma vidas, consolidando-se como uma referência para o esporte nacional e um exemplo de como talento e dedicação podem impactar positivamente a sociedade.